# Bruckenthalia
Bruckenthalia é um género botânico pertencente à família Ericaceae.

## Espécies
- Bruckenthalia spiculifolia